# آهن باتلاقی

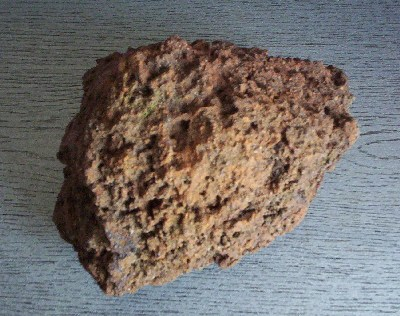
سنگ معدن باتلاقی

باتلاق آهن نوعی از آهن تهنشین ناخالص است که در باتلاقها یا مرداب‌ها به وسیله واکنش‌های شیمیایی یا بیوشیمیایی اکسیداسیون آهن در محلول به وجود می‌آید. به‌طور کلی، سنگ معدن باتلاقی عمدتاً از اکسی هیدروکسید آهن، معمولاً از نوع گوتیت (FeO(OH)) تشکیل شده‌است.
آب‌های زیرزمینی آهن‌دار پس از مواجهه با محیط اکسیدکننده سطح معمولاً به‌عنوان چشمه‌ای اکسید شده با هیدروکسید آهن بیرون می‌آیند. سنگ معدن باتلاق اغلب از ترکیب گوتیت، مگنتیت، و وگ یا کوارتز رنگی تشکیل می‌شود. اکسیداسیون ممکن است از طریق کاتالیز شدن آنزیم‌ها توسط باکتری‌های آهن رخ دهد. مشخص نیست که آیا مگنتیت در اولین تماس با اکسیژن رسوب می‌کند و سپس با اکسید شدن به ترکیبات آهنی تبدیل می‌شود، یا اینکه آیا ترکیبات آهن در هنگام دفن شدن در زیر سطح رسوب و قرار گرفتن در معرض شرایط آنکسیک کاهش می‌یابند و پس از آمدن دوباره به سطح، دوباره اکسید می‌شوند.
آهن باتلاقی مانند سایر اکسیدهای آهن حاوی آب، تمایل خاصی به فلزات سنگین دارد. این تمایل همراه با ساختار متخلخل و سطح ویژه بالای آهن باتلاقی آن را به یک جاذب طبیعی خوب تبدیل کرده‌است. این ویژگی‌ها همراه با ارزان بودن آهن باتلاقی، مشوق‌هایی برای استفاده از آن در فناوری‌های حفاظت از محیط زیست هستند.

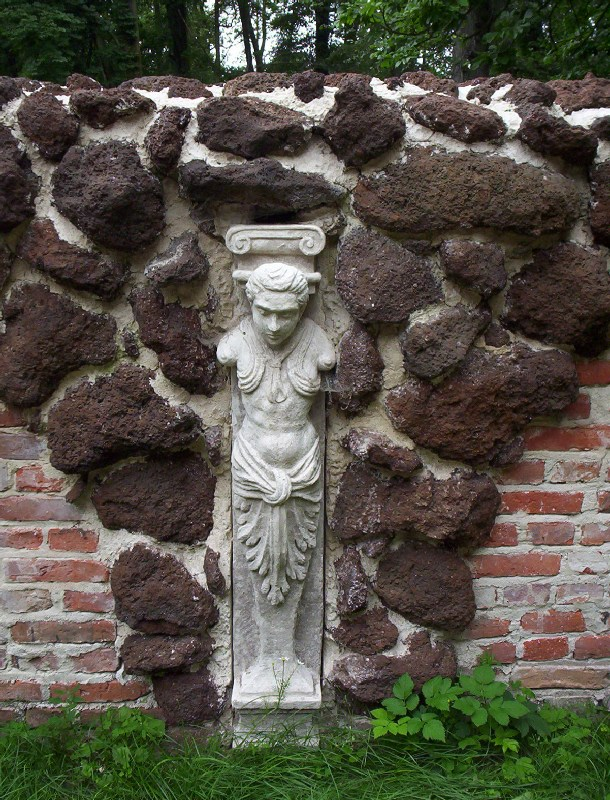
بخشی از دیوار با هرمایی - استفاده از سنگ معدن باتلاق در معماری

آهن استخراج شده از سنگ معدن باتلاقی اغلب حاوی سیلیکات‌های باقی‌مانده‌است که می‌تواند یک پوشش شیشه ای ایجاد کند که تا حدی مقاومت در برابر زنگ زدگی ایجاد می‌کند.

## تشکیل
آهن به باتلاق‌هایی با آب‌های زیرزمینی آهن‌دار با میزان اکسیژن محلول کم و با pH پایین حمل می‌شود و از طریق چشمه‌ها، همراه با ساختارهای شکستگی یا جاهایی که آب‌های زیرزمینی به جریان‌های سطحی می‌رسند، به روی سطح زمین می‌آیند. سپس آهن موجود در آب توسط اکسیژن محلول یا از طریق فرایند آنزیم کاتالیزوری به وسیله باکتری‌های آهن (به عنوان مثال باکتری‌های Thiobacillus ferrooxidans و Thiobacillus thiooxidans) اکسید شده. این باکتری‌ها آهن را به عنوان بخشی از فرایندهای زندگی خود خالص سازی می‌کنند. این تغییر حالت اکسیداسیون باعث رسوب مواد جامد آهن ریزدانه در نزدیکی نقطه تخلیه آب‌های زیرزمینی می‌شود. انواع مواد معدنی آهن، مانند گوتیت، مگنتیت، هماتیت، شورتمانیت، و جامدات آمورف غنی از آهن-آلومینیوم-سولفات می‌توانند از طریق اکسیداسیون آهن در شرایط اسیدی موجود تشکیل شوند. همه فتوسنتز کننده‌ها نقش دوگانه ای را به عنوان تولیدکننده اکسیژن و در نتیجه اکسید کننده‌های غیرفعال آهن و به عنوان سطوحی که آهن می‌تواند به آن‌ها جذب یا متصل شود، ایفا می‌کنند. این باعث می‌شود که گیاهان آبزی به شدت با یک لخته نارنجی روشن از آهن (III) اکسید-هیدروکسید در نزدیکی نقطه‌ای که گاز اکسیژن از گیاهان آزاد می‌شود، پوشیده شوند. عواملی مانند زمین‌شناسی محلی، کانی‌شناسی سنگ ریشه، ترکیبات آب زیرزمینی، و میکروب‌ها و گیاهان فعال ژئوشیمیایی بر شکل‌گیری، رشد و تداوم آهن‌های باتلاقی‌های تأثیر می‌گذارند. آهن باتلاقی یک منبع تجدید پذیر است. از هر باتلاق می‌توان تقریباً یک بار در هر نسل استفاده کرد.

## استخراج آهن
اروپایی‌ها ذوب آهن از آهن باتلاقی را در طول عصر آهن پیش از امپراطوری روم در قرن ۴ام/۵ام تا ۱ام قبل از میلاد توسعه دادند و بیشتر آهن عصر وایکینگ (اواخر هزاره اول پس از میلاد) از آهن باتلاقی به دست می‌آمدند. انسان‌ها می‌توانند بر روی آهن باتلاقی با فناوری محدودی کار کنند، زیرا برای از بین بردن بسیاری از ناخالصی‌های آن نیازی نیست که ذوب شود. به دلیل دسترسی آسان و قابلیت کاهش پذیریش، آهن باتلاقی معمولاً برای تولید آهن در اوایل تاریخ استفاده می‌شد. متالوژیست‌های اولیه رسوبات آهن باتلاقی را با شاخص‌هایی مانند علف خشک، محیط مرطوب، پوشش گیاهی مرطوب که بیشتر از علف‌ها تشکیل شده‌اند و محلول‌ها یا رسوبات قهوه‌ای مایل به قرمز در آب‌های مجاور شناسایی می‌کردند. آن‌ها میله‌های چوبی یا فلزی را به زمین می‌کوبیدند تا ذخایر سنگ معدنی بزرگ‌تر را شناسایی کنند، و لایه‌های ذغال سنگ نارس در باتلاق را با استفاده از چاقوهای چمن بریده و این لایه‌ها را عقب می‌کشیدند تا گره‌های کوچک‌تر و به اندازه نخود آهن باتلاقی را استخراج کنند. تولید اولیه آهن از آهن باتلاقی بیشتر در کوره‌های بلوم انجام می‌شد. منابع لازم برای تولید، چوب برای زغال چوب، خاک رس برای ساخت کوره‌های بلوم و آب برای فرآوری بود. آهن موجود در سنگ معدن به یک آهن اسفنجی تبدیل می‌شود که در قسمت بالایی کوره باقی می‌ماند در حالی که عناصر نامطلوب به صورت سرباره به سمت پایین جریان می‌یابند. ذوب با یک کوره بلوم اغلب منجر به کاهش بین ۱۰ تا ۲۰ درصد جرمی آهن به آهن اسفنجی می‌شود، در حالی که بقیه به سرباره منتقل می‌شود. سپس اسفنج باید با چکش تثبیت شده تا آهن فرفورژه قابل استفاده شود ساخته شود. برخی شواهد باستان‌شناسی وجود دارد که نشان می‌دهد آهک به کوره‌ها اضافه شده‌است تا سنگ معدن‌های غنی از سیلیس را که ذوب کردن آنها با کوره‌های بلوم دشوار می‌باشد را تصفیه کند.

## اروپا
اولین تلاش‌ها برای ذوب آهن به هزاره دوم قبل از میلاد در خاور نزدیک باز می کردد. این فناوری سپس در دو هزاره بعد در سراسر اروپا گسترش یافت و در قرن دوم قبل از میلاد به لهستان رسید. تولید آهن در ۵۰۰ سال قبل از میلاد به وسیله دانمارک به اسکاندیناوی رسید و پس از مدت کوتاهی به نروژ و سوئد گسترش یافت. شواهدی از رابطه مستقیم بین سکونتگاه‌های وایکینگ‌ها در شمال اروپا و آمریکای شمالی و ذخایر آهن باتلاقی وجود دارد. تولید آهن در مناطق پرجمعیت شمال از جمله اسکاندیناوی و فنلاند از ۵۰۰ تا ۱۳۰۰ میلادی بیشتر به وسیله آهن باتلاقی صورت می‌گرفت. تولید در مقیاس بزرگ آهن باتلاقی نیز در ایسلند در مناطقی به نام «مزارع آهن» ایجاد شد. مناطق تولید با تیراژ کمتر در ایسلند شامل مزارع بزرگ و برخی سکونتگاه‌های اصلی ایسلندی بود، اما به نظر می‌رسید که این مکان‌ها فقط آهن کافی تولید می‌کنند تا خودکفا باشند. حتی پس از بهبود فن آوری ذوب که استفاده از سنگ معدن استخراج شده در قرون وسطی قابل اجرا کرد، سنگ معدن باتلاق، به ویژه برای تولید آهن مردمی، تا دوران مدرن مهم باقی ماند. در روسیه، تا قرن شانزدهم زمانی که سنگ معدن بهتر کوه‌های اورال در دسترس قرار گرفت سنگ معدن باتلاقی منبع اصلی آهن بود.

## آمریکای شمالی

### قبل از کلمبیایی
آهن ممکن است توسط وایکینگ‌ها در پوینت رز و مکان‌های دیگر در نیوفاندلند در حدود ۱۰۰۰ پس از میلاد تولید شده باشد. حفاری‌ها در مراتع لانس آکس شواهد قابل توجهی برای فرآوری آهن باتلاقی و تولید سنگ آهن پیدا کرده‌است. محل استقرار مراتع لانس آکس در نزدیکی شرق ذغال سنگ نارس باتلاقی قرار داشت و ۱۵ کیلوگرم سرباره در محل پیدا شد که حدود ۳ کیلوگرم سرباره قابل استفاده می‌توانست تولید کند. تجزیه و تحلیل سرباره نشان داد که آهن بیشتری به میزان قابل توجهی می‌تواند از سنگ معدن به دست آید، که نشان می‌دهد کارگرانی که سنگ معدن را فرآوری می‌کنند ماهر نبوده‌اند. این نتیجه از این ایده پشتیبانی می‌کند که که دانش فرآوری آهن گسترده بوده و به مراکز عمده تجاری و بازرگانی محدود نشده بود. ۹۸ قطعه میخ نیز در این منطقه و همچنین شواهد قابل توجهی از نجاری یافت شد که نشان می‌دهد آهن تولید شده در منطقه احتمالاً فقط برای تعمیر کشتی استفاده می‌شود و نه ابزارسازی.

### آمریکای شمالی مستعمره
آهن باتلاقی به‌طور گسترده در آمریکای شمالی مستعمره ای جستجو می‌شد. اولین معادن آهن شناخته شده در آمریکای شمالی معادن سنت جانز، نیوفاندلند هستند که توسط آنتونی پارکورست در سال ۱۵۷۸ قابل بهره‌برداری گزارش شده‌است. اولین تلاش‌های معدنکاری در ویرجینیا در اوایل سال ۱۶۰۸ انجام شد. در سال ۱۶۱۹ شرکت آهن‌سازی فالینگ کریک در شهرستان چسترفیلد، ویرجینیا تأسیس شد. این مکان اولین تاسیسات کوره بلند در آمریکای شمالی بود.
دریاچه ماساپواگ در ماساچوست با عمیق‌تر کردن کانال خروجی در جستجوی آهن باتلاق خشک شد. منطقه تاریخی ملی کارخانه آهن ساگوس، در رودخانه ساگوس در ساگوس، ماساچوست، بین سال‌های ۱۶۴۶ و ۱۶۶۸ فعالیت می‌کرد. این سایت شامل یک موزه و چندین ساختمان بازسازی شده‌است. موفقیت کارخانه آهن ساگوس، و تخلیه سریع آهن باتلاق طبیعی منطقه، مالکان را بر آن داشت تا جستجوگران را به حومه اطراف بفرستند. در سال ۱۶۵۸، شرکت ۱۶۰۰ هکتار (۶٫۵ کیلومتر مربع) زمینی خریدند که مناطقی را که اکنون کنکورد، اکتون و سادبری هستند را پوشش می‌دهد. آنها یک مرکز تولید بزرگ در کنکورد، ماساچوست، در کنار رودخانه آسابت با سدها، حوضچه‌ها، جوی‌های آب و آتش‌گاه راه‌اندازی کردند، اما تا سال ۱۶۹۴ آهن باتلاق طبیعی آنجا نیز تمام شده بود و زمین آنجا برای کشاورزی فروخته شد.
در نیوجرسی مرکزی و جنوبی، سنگ معدن باتلاق برای تولید ابزارهای طبیعی مقاوم در برابر زنگ زدگی و ریل‌های از نوع گل آهن استخراج و تصفیه می‌شدند، که بسیاری از آنها هنوز هم عامل زیبایی پله‌های ترنتون و کامدن هستند. در طول انقلاب آمریکا ، گلوله‌های توپ آهنی از نوع آهن باتلاق برای نیروهای استعماری ریختگری شدند.

### قرن ۱۹ام ایالات متحده آمریکا
آهن باتلاقی در ساحل شرقی مریلند نیز یافت شد. بقایای یک مرکز ذوب تجاری در نزدیکی اسنوو هیل، مریلند، اکنون به یک مکان تاریخی ایالتی و ملی تبدیل شده‌است. این شهر که به عنوان شهر کوره شناخته می‌شود، به خاطر رودخانه نزدیک آن به نام کوره آهن ناساوانگو نیز شناخته می‌شود. کوره تجاری از حدود ۱۸۲۵ تا ۱۸۵۰ کار می‌کرد.
شرکت آهن شاپلی در سال ۱۸۳۶ یک کارخانه ذوب در شاپلی شمالی، مین، برای بهره‌برداری از ذخایر کوچک آهن باتلاقی در برکه اوسیپی کوچک، ساخت. این کارخانه در سال ۱۸۳۷ شروع به کار کرد، اما بر اساس تاریخچه شاپلی در سال ۱۸۵۴، «این کسب و کار بدون سودشناخته شد، بنابراین پس از چند سال رها شد.»

## لینک به بیرون
- ASME PDF file with detailed reconstruction drawings of the furnace and surroundings.
- Nassawango Furnace at the Maryland Historic Trust.
- Bog Ore. The American Cyclopedia 1879